# Comus platyaulax
Comus platyaulax is een tweekleppigensoort uit de familie van de Veneridae. De wetenschappelijke naam van de soort is voor het eerst geldig gepubliceerd in 1924 door Tomlin.